# Greve de Río Blanco

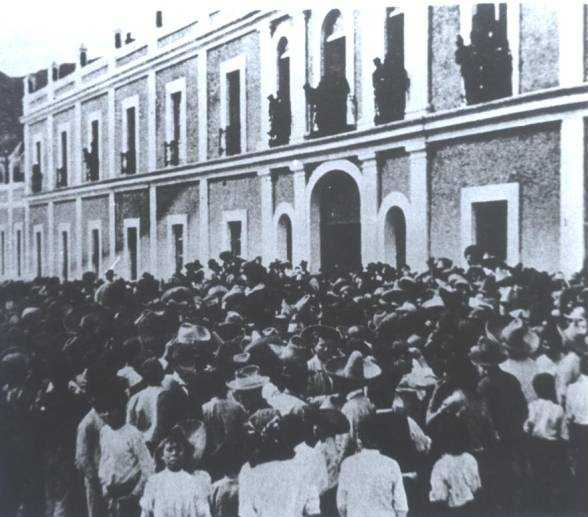
Operários amotinados em frente à fábrica de Río Blanco, 7 de janeiro de 1907.

A Greve de Río Blanco foi uma rebelião operária na fábrica de tecidos de Río Blanco, em Veracruz, México, em 7 de janeiro de 1907, e que se estendeu às fábricas vizinhas de Nogales e Santa Rosa. É considerada um acontecimento precursor da Revolução Mexicana de 1910.

## Greve operária em Río Blanco
Em 1905 foi fundada a Sociedad Mutualista de Ahorros a qual teve uma grande adesão e em 1 de junho de 1906 foi constituído o Gran Círculo de Obreros Libres promovido por José Neira Gómez e Juan Olivar, delegados do Partido Liberal Mexicano. Nas cláusulas secretas da constituição do referido Círculo estipulava-se que seriam mantidas relações secretas com a Junta Revolucionaria residente em Saint Louis, à qual presidia Ricardo Flores Magón.
Em dezembro de 1906, operários têxteis de Tlaxcala e Puebla declararam-se em greve exigindo melhores condições laborais. Para travar a organização crescente do movimento operário na região, os industriais realizaram uma greve patronal (lockout) em 24 de dezembro em toda a zona industrial. Os operários solicitam a intervenção de Porfirio Díaz, o qual favorece os empresários e ordena a retoma dos trabalhos nas fábricas em 7 de janeiro de 1907, sem satisfazer as exigências dos trabalhadores e indo contra a liberdade de associação e da imprensa.

## A rebelião
Os operários de Río Blanco não aceitaram a resolução do presidente. Em 7 de janeiro, em Río Blanco, cerca de dois mil operários agrupados no Circulo de Obreros Libres amotinaram-se em frente à fábrica , atirando pedras ao edifício e tentaram incendiá-la mas a polícia montada impediu-o, e então saquearam e pegaram fogo à loja da companhia. Em seguida os operários dirigiram-se à cadeia e libertaram os presos.
Soldados do 13º Batalhão abriram fogo sobre a multidão, a qual fugiu para Nogales e Santa Rosa (atual Ciudad Mendoza), onde também saquearam a loja da companhia, paralisaram o serviço dos elétricos, cortaram os cabos de energia elétrica e saquearam casas de particulares abastados. No regresso a Río Blanco, os amotinados foram interceptados por mais forças federais que dispararam sobre homens, mulheres e crianças. Não existe registo exato, mas estima-se que tenham sido mortas entre 400 e 800 pessoas, durante duas noites testemunhas viram plataformas do caminho-de-ferro com dezenas corpos amontoados. Dos 7 083 operários da zona, faltavam 1 571 entre mortos, feridos e deslocados. Cerca de 223 operários homens e 12 mulheres foram presos.
Os acontecimentos de Río Blanco ficaram conhecidos na história oficial como Greve de Río Blanco, porém nessa localidade foi o lockout que havia encerrado as fábricas e não a greve dos trabalhadores, pois aqueles que haviam entrado em greve pretenciam às fábricas de Tlaxcala e Puebla. A rebelião que ocorreu em Río Blanco resultou da inconformidade perante o decreto de Porfírio Díaz e a greve patronal que afetou a todos os operários têxteis da zona.
Uma vez restabelecida a ordem pelas forças militares, o governo de Porfírio Díaz ofereceu um grande banquete aos empresários estrangeiros proprietários das fábricas, como compensação pela rebelião operária.